# Anthon Eriksson
Anthon Eriksson, född 25 februari 1995 i Kalix och uppvuxen i Haparanda, är en svensk professionell ishockeyspelare som säsongen 2022/23 spelar för IK Oskarshamn.